# Malvin Kalos
Malvin Howard Kalos (* 5. August 1928 in New York City) ist ein US-amerikanischer theoretischer Physiker.
Kalos studierte am Queens College in New York mit dem Bachelor-Abschluss 1948 und an der University of Illinois mit dem Master-Abschluss 1949 und der Promotion 1952. Als Post-Doktorand war er von 1953 bis 1955 an der Cornell University. Von 1955 bis 1964 war er bei der Nuclear Development Corporation und von 1964 bis 1989 Forschungsprofessor (und später Professor für Informatik) am Courant-Institut der New York University. Ab 1989 war er Professor an der Cornell University und Direktor des Center for Theory and Simulation in Science and Engineering. Später war er am Lawrence Livermore National Laboratory.
1989 erhielt er die Feenberg-Medaille für seine Pionierarbeiten  zu stochastischen Methoden in der quantenmechanischen Vielteilchentheorie, spezielle seine Erfindung der Greensfunktions-Monte-Carlo-Methode und seine frühe Erkenntnis der Bedeutung von Computerphysik und Hochleistungsrechner für seine Zwecke (Laudatio). Er ist Mitglied der American Association for the Advancement of Science.

## Schriften (Auswahl)
- mit Paula A. Whitlock: Monte Carlo Methods, Wiley 1986, 2. Auflage Wiley-VCH 2008